# Ypsilopus leedalii
Ypsilopus leedalii är en orkidéart som beskrevs av Phillip James Cribb. Ypsilopus leedalii ingår i släktet Ypsilopus och familjen orkidéer. Inga underarter finns listade i Catalogue of Life.